# Клузане (Бреша)
Клузане је насеље у Италији у округу Бреша, региону Ломбардија.
Према процени из 2011. у насељу је живело 2196 становника. Насеље се налази на надморској висини од 192 м.